# Plantätning

En tätning (gul) används som en plantätning för att förhindra flöde att läcka via rörets skruvförband

Plantätning eller face seal är en tätning där tätningsytan tätar på ett plan som är vinkelrätt mot tätningens axel. Detta istället för att täta med yttre och inre diameter, vilket framförallt är vanligare med o-ringar. Plantätningar används i statiska applikationer för att förhindra läckage i radiellt riktning i förhållande till tätningens axel. Plantätningar är ofta placerade i spår eller hålrum på en fläns.

## Typer av plantätningar
- O-ring
- E-ring
- C-ring